# كنوكه- هايست
كنوكه- هايست (تنطق بالهولندية: [ˌknɔkəˈɦɛi̯st]) هي بلدية تقع في بلجيكا مقاطعة فلاندرز الغربية.

## أعلام
- أوتو أوستروفسكي
- كورناي هايمانس
- هيكتور غويتينك